# Келугерень (Сучава)
Келугерень, Келугерені (рум. Călugăreni) — село у повіті Сучава в Румунії. Входить до складу комуни Адинката.
Село розташоване на відстані 370 км на північ від Бухареста, 12 км на північ від Сучави, 119 км на північний захід від Ясс.

## Населення
За даними перепису населення 2002 року у селі проживали 718 осіб, усі — румуни. Усі жителі села рідною мовою назвали румунську.